# 青葉山トンネル
青葉山トンネル（あおばやまトンネル）は、宮城県仙台市青葉区を東西に走る長さ2,233mの仙台西道路内のトンネルである。

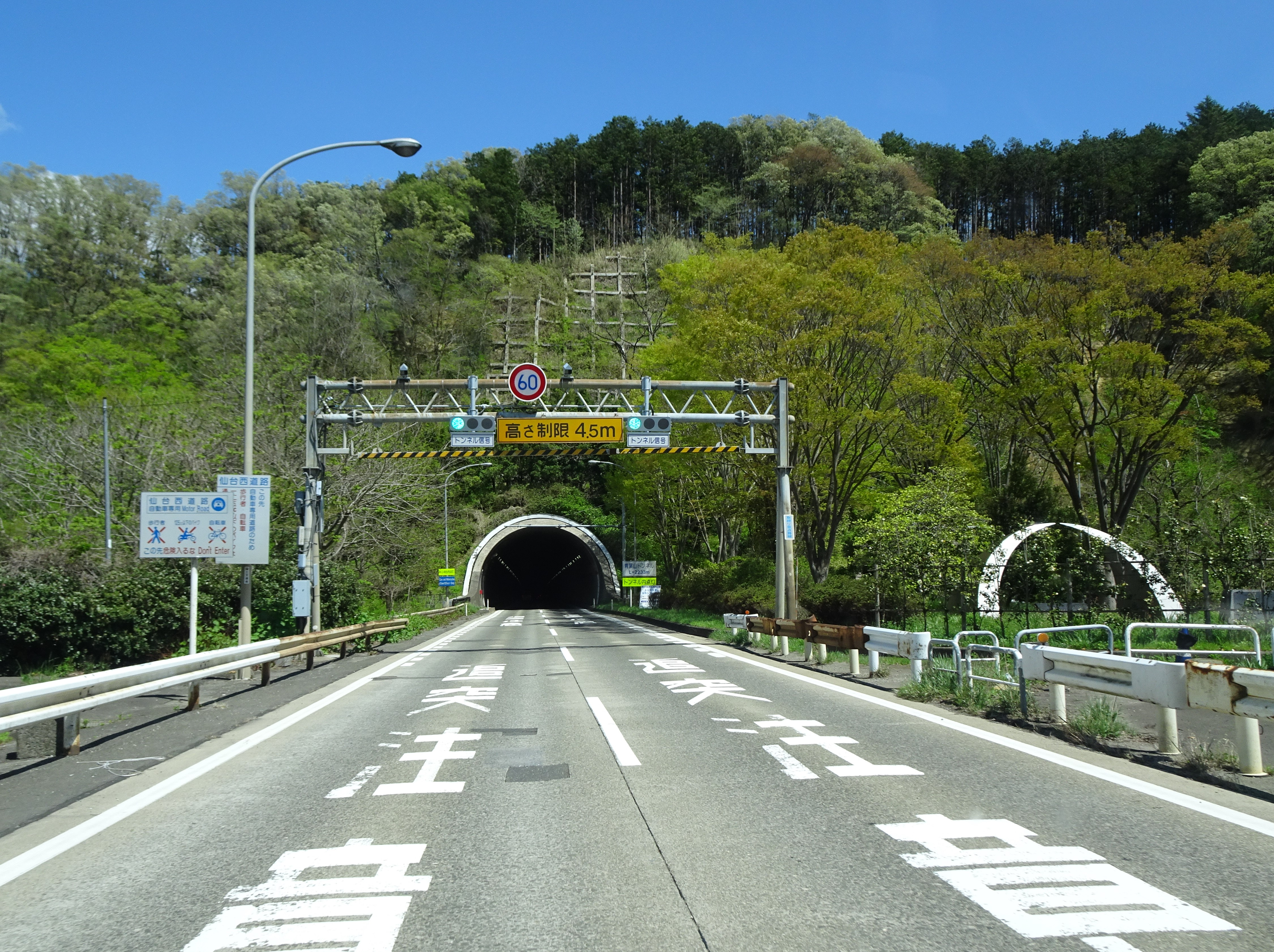
青葉山トンネル（山形方面側坑口付近）

## 概要
1983年（昭和58年）5月14日暫定2車線の対面通行で供用開始。これにより広瀬川沿いを走る国道48号の渋滞がほぼ解消され、朝夕の仙台宮城インターチェンジの閉鎖はなくなった。さらに、本トンネルを含む仙台西道路が1986年（昭和61年）日本の道百選に選定。1987年（昭和62年）全線が4車線化され、よりスムーズな走行が可能となった。その後、本トンネルでの車線変更が可能となった。また仙台西道路では川内トンネル以西の制限速度が50kmから60kmに緩和された。

## 本トンネルの交通量
本トンネルでは、仙台市街地方面の立町交差点での渋滞の影響で朝夕または土日祝日などは非常に混雑し、ひどい時には愛子バイパスまで伸びることもある。一方で、平日の日中はそれほど混んでおらず、制限速度の60kmを守るドライバーは少なく100kmを超える速度で走る車もいる。走行には十分に注意する必要がある。

## トンネル内の交通情報
本トンネル内では、国土交通省によるAMラジオの混雑情報や、宮城県でラジオの県域放送をしている3局、すなわちNHK FM（NHK仙台放送局）とDate fmのFM2局、および、AM局のTBCラジオなどの放送局による混雑情報が聴取できるようになっている。
座標: 北緯38度15分41秒 東経140度50分10秒 / 北緯38.26136度 東経140.83603度